# Mateusz de Foix-Castelbon
Mateusz de Foix-Castelbon (ur. ok. 1361, zm. sierpień 1398) − wicehrabia Castelbón od 1381 roku, hrabia Foix od 1392 roku z młodszej linii rodu Foix. Był synem Rogera Bernarda IV de Castellbón. W 1391 roku, dzięki poparciu mieszczan Foix, wygrał walkę o władzę nad hrabstwem Foix z nieślubnym synem swego zmarłego krewnego Gastona III Febusa, Iwenem de Béarn.